# Hayato Sakamoto
Hayato Sakamoto (坂本勇人?, Sakamoto Hayato; Itami, 14 dicembre 1988) è un giocatore di baseball giapponese.
Ha vinto le 2012 Asia Series, anno in cui fu nominato MVP della Asia Series;ha partecipato inoltre a 6 All-Stars Game.
Con la nazionale di baseball del Giappone ha partecipato al World Baseball Classic 2013.

## Palmares

### Nazionale
- World Baseball Classic:  Medaglia di Bronzo

Team Giappone: 2013
- WBSC Premier 12:  Medaglia di Bronzo

Team Giappone: 2015
- World Baseball Classic:  Medaglia di Bronzo

Team Giappone: 2017
- WBSC Premier 12:  Medaglia d'Oro

Team Giappone: 2019
- Giochi Olimpici:  Medaglia d'Oro

Team Giappone: 2020

## Statistiche
| Stagione            | Squadra             | G   | AP   | AB   | R   | H   | 2B  | 3B | HR | TB   | RBI | SB | CS | SH | SF | BB  | IBB | HBP | SO  | DP | AVG  | OBP  | SLG  | OPS  |
| ------------------- | ------------------- | --- | ---- | ---- | --- | --- | --- | -- | -- | ---- | --- | -- | -- | -- | -- | --- | --- | --- | --- | -- | ---- | ---- | ---- | ---- |
| 2007                | Yomiuri Giants      | 4   | 3    | 3    | 1   | 1   | 0   | 0  | 0  | 1    | 2   | 1  | 0  | 0  | 0  | 0   | 0   | 0   | 0   | 0  | .333 | .333 | .333 | .667 |
| 2008                | Yomiuri Giants      | 144 | 567  | 521  | 59  | 134 | 24  | 1  | 8  | 184  | 43  | 10 | 5  | 15 | 1  | 28  | 3   | 2   | 98  | 2  | .257 | .297 | .353 | .650 |
| 2009                | Yomiuri Giants      | 141 | 640  | 581  | 87  | 178 | 33  | 3  | 18 | 271  | 62  | 5  | 3  | 7  | 4  | 44  | 3   | 4   | 101 | 8  | .306 | .357 | .466 | .823 |
| 2010                | Yomiuri Giants      | 144 | 676  | 609  | 107 | 171 | 35  | 4  | 31 | 307  | 85  | 14 | 4  | 10 | 7  | 47  | 2   | 3   | 83  | 6  | .281 | .332 | .504 | .836 |
| 2011                | Yomiuri Giants      | 144 | 624  | 568  | 69  | 149 | 27  | 2  | 16 | 228  | 59  | 8  | 1  | 10 | 3  | 37  | 8   | 6   | 91  | 3  | .262 | .313 | .401 | .714 |
| 2012                | Yomiuri Giants      | 144 | 619  | 557  | 87  | 173 | 35  | 2  | 14 | 254  | 69  | 16 | 1  | 12 | 5  | 39  | 1   | 6   | 90  | 5  | .311 | .359 | .456 | .815 |
| 2013                | Yomiuri Giants      | 144 | 620  | 554  | 73  | 147 | 33  | 1  | 12 | 218  | 54  | 24 | 4  | 4  | 3  | 55  | 1   | 4   | 87  | 11 | .265 | .334 | .394 | .728 |
| Statistiche：7 anni | Statistiche：7 anni | 865 | 3749 | 3393 | 483 | 953 | 187 | 13 | 99 | 1463 | 374 | 78 | 18 | 58 | 23 | 250 | 18  | 25  | 550 | 35 | .281 | .333 | .431 | .766 |